# Gimli Peak
Gimli Peak är en bergstopp i Kanada.   Den ligger i provinsen British Columbia, i den södra delen av landet, 3 100 km väster om huvudstaden Ottawa. Toppen på Gimli Peak är 2 603 meter över havet.
Terrängen runt Gimli Peak är huvudsakligen bergig, men åt nordväst är den kuperad.Trakten runt Gimli Peak är nära nog obefolkad, med mindre än två invånare per kvadratkilometer.. Närmaste större samhälle är Slocan, 12,8 km öster om Gimli Peak.
I omgivningarna runt Gimli Peak växer i huvudsak barrskog.